# Jack Palance
Walter Jack Palance, geboren Volodymyr Palahniuk (Lattimer (Pennsylvania), 18 februari 1919 - Montecito (Californië), 10 november 2006) was een Amerikaans acteur. Alhoewel hij voornamelijk werd gecast als slechterik, kreeg hij in 1991 een Oscar voor zijn rol als goedaardige ijzervreter Curly Washburn in de komedie City Slickers.

## Biografie
Palance was van Oekraïense afkomst. Zijn vader was een mijnwerker. In zijn jeugd werkte Palance eveneens voor korte tijd in de koolmijnen. Hij studeerde aan de Universiteit van Noord-Carolina. In de jaren dertig begon hij een professionele bokscarrière onder de naam Jack Brazzo. Aan zijn bokscarrière kwam een eind met het uitbreken van de Tweede Wereldoorlog. Zijn opvallende gezicht met diepliggende ogen zou het resultaat zijn van plastische chirurgie nadat zijn gezicht tijdens de Tweede Wereldoorlog ernstig verbrand en zwaar beschadigd was geraakt bij een crash van een  B-24 Liberator bommenwerper. Dit verhaal is echter verzonnen door een public relationsteam.

### Acteercarrière
Na de oorlog volgde Palance een acteeropleiding aan Stanford University. Hij begon met acteren op Broadway als understudy voor Marlon Brando in A Streetcar Named Desire, later kreeg hij ook vaste rollen. In 1950 maakte hij zijn filmdebuut in Panic in the Streets van Elia Kazan als een gangster met de builenpest. Twee jaar later kreeg hij zijn eerste Oscarnominatie voor zijn rol in Sudden Fear. Ook het jaar daarop werd hij genomineerd, voor zijn rol als de kwaadaardige gunfighter Jack Wilson in de western Shane (nb. deze rol inspireerde striptekenaar Morris tot het ontwerpen van het personage Phil IJzerdraad uit de reeks Lucky Luke). Na deze rol speelde hij in zeer veel films en televisiedrama's. In 1957 won hij een Emmy Award voor zijn rol in de Playhouse 90-productie van Rod Serlings Requiem of a Heavyweight. Sinds eind jaren vijftig verscheen hij ook in Europese films, voornamelijk Italiaanse, maar ook Franse. Zo was hij in 1963 te zien in Le Mépris van Jean-Luc Godard.
Palance was tevens te zien in televisieseries als The Greatest Show on Earth (1963-1964) en Bronk (1975-1976). In 1973 speelde hij de titelrol in de televisiefilm Dracula. In de jaren tachtig presenteerde hij samen met zijn dochter Holly Palance het programma Ripley's Believe It or Not (1982-1986). In films was hij in de jaren tachtig voornamelijk te zien in kleine rollen, zoals in Young Guns (1988) en Batman (1989).
In 1991 speelde hij met Billy Crystal in de filmkomedie City Slickers. Voor zijn rol als de korzelige cowboy Curly kreeg hij op 73-jarige leeftijd de Oscar voor beste mannelijke bijrol. Na ontvangst van de Oscar uit handen van Crystal liet hij zich vallen om zich een aantal keer met één arm op te drukken, waarschijnlijk om zijn vitaliteit te tonen. In 1994 speelde hij in het vervolg City Slickers II: The Legend of Curly's Gold Curly's tweelingbroer.

### Privé
Palance was tweemaal getrouwd, eerst met actrice Virginia Baker van 1949 tot 1966 en nadien met Elaine Rogers vanaf 1987 tot zijn dood in 2006. Met Baker kreeg hij drie kinderen: dochters Holly (actrice, 1950) en Brooke (1952) en zoon Cody (acteur, 1955-1998).
Palance stierf in 2006 op 87-jarige leeftijd een natuurlijke dood.

## Filmografie (selectie)
- Panic in the Streets (1950)
- Halls of Montezuma (1950)
- Sudden Fear (1952)
- Shane (1953)
- Arrowhead (1953)
- The Silver Chalise (1954)
- The Big Knife (1955)
- Attack (1956)
- Requiem of a Heavyweight (televisiefilm, 1957)
- Ten Seconds to Hell (1959)
- Austerlitz (1960)
- Revak the Rebel (1960)
- Barabbas (1962)
- Le Mépris (1963)
- Once a Thief (1965)
- The Professionals (1966)
- Il Mercenario (1968)
- The Desperados (1969)
- Marquis de Sade: Justine (1969)
- Monte Walsh (1970)
- Chato's Land (1972)
- Oklahoma Crude (1973)
- The Godchild (1974)
- Black Cobra Woman (1976)
- Angels' Brigade (1979)
- Hawk the Slayer (1980)
- Bagdad Cafe ( Out of Rosenheim) (1987)
- Young Guns (1988)
- Batman (1989)
- Tango & Cash (1989)
- Outlaw of Gor (1989)
- City Slickers (1991)
- Cyborg 2 (1993)
- City Slickers II: The Legend of Curly's Gold (1994)
- Cops and Robbersons (1994)
- Treasure Island (1999)